# بندر تبن
بندرتبن روستای کوچکی از توابع بخش کوشکنار شهرستان پارسیان در استان هرمزگان واقع در جنوب ایران. بندر کوچکی است در ساحل دریای خلیج فارس، و۲۰۰ متر از دریا فاصله دارد، و ارتفاعش از سطح آب ۵ متر می‌باشد. بیشتر ساکنانش ماهی گیر هستند. تبن در زبان محلی به معنی کاه است و دلیل این نام گذاری این است که ساکنان این منطقه در گذشته به کشورهای حاشیه خلیج فارس کاه صادر می‌کردند.